# Aerobryidium crispifolium
Aerobryidium crispifolium là một loài Rêu trong họ Meteoriaceae. Loài này được (Broth. & Geh.) M. Fleisch. miêu tả khoa học đầu tiên năm 1906.